# کیانچنگ، هبی
کیانچنگ، هبی (به لاتین: Luancheng) یک شهرک در جمهوری خلق چین است که در Luancheng District واقع شده‌است. کیانچنگ ۵۵ متر بالاتر از سطح دریا واقع شده‌است.